# Terricciola
Terricciola é uma comuna italiana da região da Toscana, província de Pisa, com cerca de 3.925 habitantes. Estende-se por uma área de 43 km², tendo uma densidade populacional de 91 hab/km². Faz fronteira com Capannoli, Casciana Terme, Chianni, Lajatico, Lari, Peccioli.

## Demografia
| Variação demográfica do município entre 1861 e 2011                               |
|                                                                                   |
| Fonte: Istituto Nazionale di Statistica (ISTAT) - Elaboração gráfica da Wikipedia |